# Cleofant (pintor)
Cleofant, o potser Eufant o Ecfant (en grec: Κλεόφαντος, Εὔφαντος, Ἔκφαντος; en llatí: Cleophantus, Euphantus, Ecphantus) va ser un mític pintor grec, considerat un dels inventors de la pintura a Corint.
Tal com indica el mateix Plini el Vell, es tracta d'un personatge diferent del que va acompanyar Demarat en la seva fugida de Corint a Etrúria, juntament amb Euquir i Eugram.